# ЭХО (художественное объединение)
ЭХО  — экспериментальное художественное объединение, существовало в Омске в начальные годы перестройки 1987—1990. Объединение дало толчок к творческому развитию многих современных живописцев и графиков. На выставках ЭХО xудожники профессионалы и любители смогли открыто заявить о существовании авангардного, альтернативного подхода к искусству. Подхода который был противоположен официальному тогда засилию социалистического реализма.

## История
Омское «ЭХО» стало первым объединением «неформальных» художников в Сибири и всего «зауралья».За короткий срок существования ЭХО провело три выставки в павильоне сквера «Флора» и несколько выставок на других площадках города и области в которых приняли активное участие около тридцати авторов. Эти выставки стали одними из самых заметных художественных событий в культуре города того периода. Основатели объединения Анатолий Шиpяев, Дмитрий Чижик, Леонид Елфимов и некоторые другие. Членами объединения были студенты и недавние выпускники ХГФ омского пединститута, а также уже сложившиеся творческие личности. Все участники, в то время, не были официально признанными художниками и не состояли в Союзе художников СССР или России.
В 2008 музей им. Врубеля совместно с музеем «Искусство Омска» при поддержке министерства культуры Омской области провело выставку посвящённую 20-летию неформального объединения «ЭХО». Живописные и графические произведения из музейных собраний и авторских архивов составляли основу экспозиции. Один из разделов выставки посвящён работам «эховцев», созданных в последние годы. Многие художники продолжают творчески работать и сегодня. Некоторые живут в Омске, часть в других городах и за рубежом.
В 2017 году открылась выставка "Данные Эксперимента" из произведений и архивных материалов из коллекции ГМИО (Городской музей «Искусство Омска» ), посвященная 30-летию ЭХО  – 11 сентября, в день, когда 30 лет назад ЭХО  было официально зарегистрировано, состоялся вечер встречи ЭХОвцев и их поклонников.
Мощный всплеск пришёлся на конец 1980-х — начало 1990-х годов, когда в изобразительном искусстве Омска возникли многочисленные объединения и группы, проявили себя многие самобытные и талантливые художники. Не случайно начало музейным фондам положили именно работы молодых омских авторов, входивших в неформальные художественные объединения того времени: «ЭХО»"

## Характеристика
Экспериментальное художественное объединение представляло собой организацию противоположную официальному Союзу художников. Члены объединения экспериментировали с мало известными тогда формами, а порой и запрещенными официальной пропагандой направлениями искусства. Направления которые, в те времена, клеймились как буржуазные, вредные, упаднические и тд. и не отражающиe «успехов социалистического строительства и воспитания советских людей в духе коммунизма.» (Большая советская энциклопедия, 1947)
Члены ЭХО открыто заявляли о своем праве на собственное представление об окружающем мире. Художники не позиционировали себя как противники режима но и не укладывались в общепринятые в то время рамки политического строя. Основные направления представленной на выставках живописи, графики и скульптуры были навеяны такими современными течениями как Абстракционизм, Символизм, Неосюрреализм, Модернизм, и Сюрреализм. Cклонность к художественным экспериментам, постоянные искания еще не использованных выразительных средств, их свободное и бескорыстное творчество стало вехой в истории искусства Омска.
Противостояния официальному искусству, возникновения альтернативных Союзу художников творческих объединений ("ЭХО" - Экспериментальное Художественное Объединение, "Башня", "Крест"), отказа от реалистической манеры изображения, увлечение идеями авангарда начала XX века, в том числе абстрактным искусством."

## Члены общества
- Анатолий Шиpяев
- Дмитрий Гонтаренко, (союз художников Ольденбурга) Германия,
- Владимиp Владимиpов,
- Владимиp Бугаев,
- Евгений Вигилянский,
- Геннадий Манжаев,
- Игорь Левко
- Владимиp Hовиков,
- Андpей Растоpгуев,
- Евгений Тpифонов,
- Александр Дисавенко
- Юрий Грибановский, (ассоциация художников Онтарио) Канада,
- Дмитрий Чижик
- Александр Исланов
- Сеpгей Тыpков,
- Михаил Геpасимов,
- Сергей Чернышев.
- Анатолий Агафонов
- Александр Дорошкевич